# Prinsessan Mononoke
Prinsessan Mononoke (originaltitel: もののけ姫, Mononoke-hime, i engelskspråkig utgivning Princess Mononoke) är en japansk animerad långfilm från 1997. Den regisserades av Hayao Miyazaki och animerades på Studio Ghibli. Filmen är ett drama med historiska motiv, övernaturliga inslag och stridsscener i samurajfilmsstil, samtidigt som den har ett ekologiskt budskap. Den slog i Japan ett långlivat kassarekord för biofilmer. Först 2011 hade den svensk premiär. 

## Titel
Begreppet mononoke (japanska: 物の怪?) syftar på en oklar kategori av övernaturliga varelser i japansk folktro och klassisk litteratur, till exempel Berättelsen om Genji (nionde kapitlet). De kan vara en typ av yōkai vars svenska motsvarighet är oknytt, men de kan också vara spöken och hämnande andar i annars icke levande ting, som för med sig sjukdom och död till de hemsökta. Det har vidare hävdats att mononoke bara i filmens värld syftar på skogens väktare, utan ett tydligt förhållande till folktron. Begreppet hime (japanska: 姫?) innefattar, förutom prinsessor, också andra unga damer av ädel härkomst och därför, i förlängningen, unga damer med makt.
I "Mononoke-hime", filmens ursprungliga titel, skrivs mononoke på ett förenklat sätt, med enbart hiragana. Det kan därför tolkas som ett kvinnonamn. Frasen uttalas av figuren Eboshi, som ett öknamn på hennes fiende, San. San för befäl över farliga övernaturliga varelser, men är inte prinsessa, och heter inte Mononoke. Hon är en mononoke bara i den symboliska bemärkelsen att hon hämnas skövlingen av skog och ställer till med besvär. Titeln är i själva verket lånad från en historia regissören Hayao Miyazaki skrev 1980, som inte delar filmens handling (se nedan). Vissa föredrar ändå idiomatiska översättningar av hela titeln, som Monsterprinsessan.

## Handling
Ashitaka är en emishiprins som en dag räddar sin hemby från en attack av en demon, genom att ge den ett dödligt sår. Demonen är vildsvinsguden Nago, som förvandlats av en förbannelse. Ashitaka drabbas nu själv av förbannelsen. Den visar sig som en virvlande svart massa på hans arm. Efter att ha rådfrågat byns visa kvinna får han reda på att förbannelsen kommer att sprida sig till hela hans kropp med tiden. Om Ashitaka känner vrede eller hat kommer förbannelsen att ge honom övermänsklig styrka men då sprids den också snabbare. Hon kan inte hjälpa honom att bryta förbannelsen, men hon råder honom att resa västerut för att se vad det är för oroligheter där, då den smittade vildsvinsguden kom från det hållet.
Västerut hamnar Ashitaka i ett krig mellan människorna på Järnbruket (Tataraba), ledda av den ädla Eboshi, och skogens andar, ledda av San, ett människobarn uppfostrat av gudomliga vargar. Människorna på bruket vill åt järnet i bergen, medan andarna i skogen vill ha skogen orörd så att de kan leva vidare där. Ashitaka känner tacksamhet för människorna på Järnbruket efter att de visat honom sin gästfrihet, men när han blir vän med San, som avskyr Järnbruket och dess invånare, gör Ashitaka allt han kan för att skipa fred mellan människorna och andarna.
Perioden för dramat är Japans sena Muromachi-period, med övernaturliga tillägg. Berättelsens fokus ligger kring utbölingen Ashitaka och hans inblandning i en lokal kamp mellan människa och natur. Kampen står mellan skogens övernaturliga skyddsandar (bland annat inkluderandes orangutang-liknande apor) och människorna på det lokala järnbruket som tär på naturens resurser. Ingen klar seger är i sikte. Ashitaka hoppas på ett fredligare förhållande mellan människa och natur.

## Rollista (i urval)
- Ashitaka - Yōji Matsuda (engelska: Billy Crudup)
- San ("Prinsessan Mononoke") - Yuriko Ishida (engelska: Claire Danes)
- Moro - Akihiro Miwa (engelska: Gillian Anderson)
- Lady Eboshi/Eboshi-sama - Yūko Tanaka (engelska: Minnie Driver)
- Jigo/Jiko Bou - Kaoru Kobayashi (engelska: Billy Bob Thornton)
- Toki - Sumi Shimamoto (engelska: Jada Pinkett Smith)
- Okkoto/Okkotonushi - Hisaya Morishige (engelska: Keith David)
- Gonza - Tsunehiko Kamijō (engelska: John DiMaggio)
- Kouroku - Masahiko Nishimura (engelska: John DeMita)
- Kaya - Yuriko Ishida (engelska: Tara Strong)
- Hii-sama - Mitsuko Mori (engelska: Debi Derryberry)
- Järnbrukets kvinnor - Takako Fuji och Ikuko Yamamoto (engelska: Sherry Lynn och Tress MacNeille)
- Järnbrukskvinnornas sång - (engelska: Jennifer Cihi, Leslie Ishii och Mary Elizabeth McGlynn)

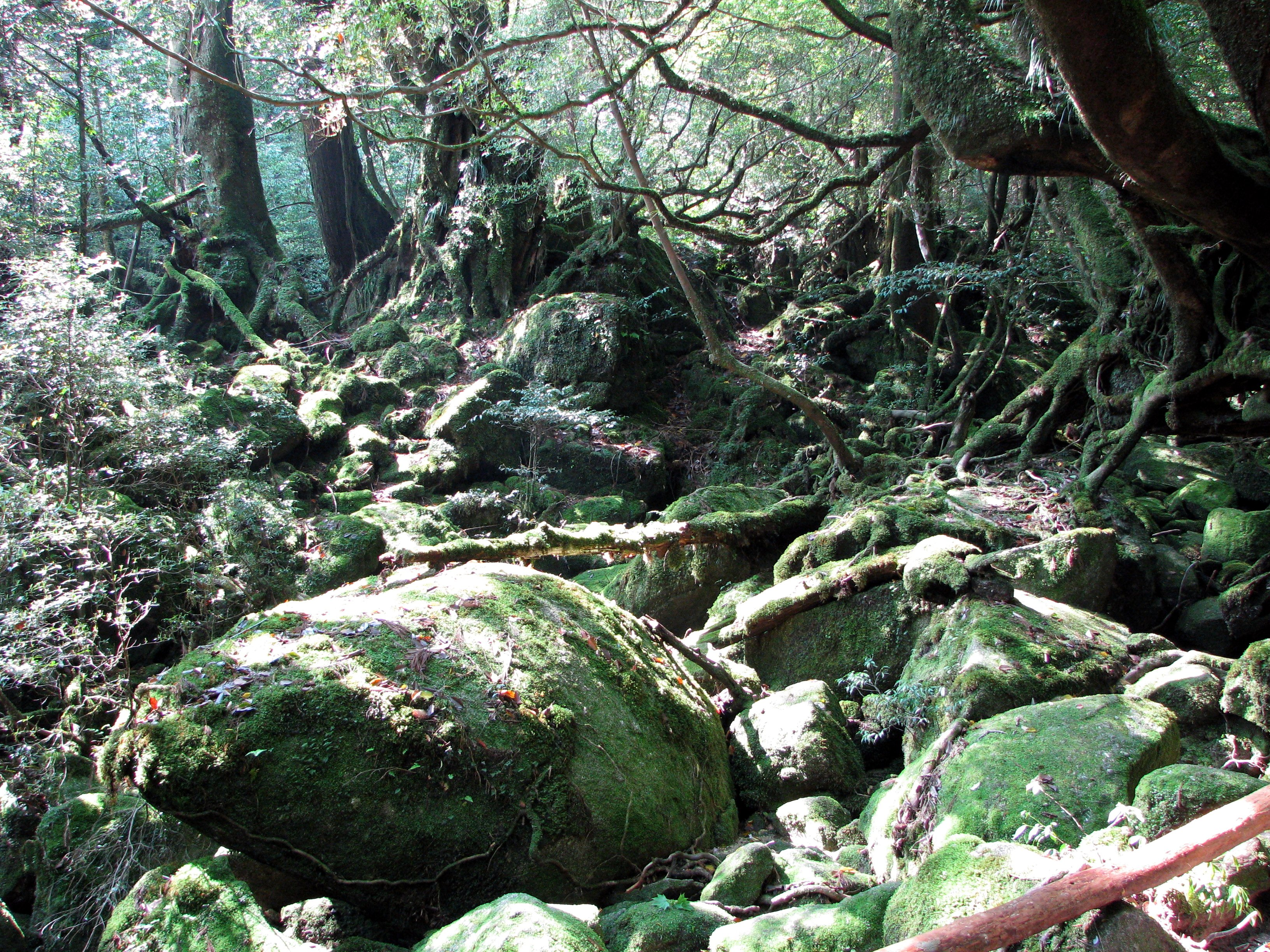
Urskogen på ön Yakushima var inspirationskälla för filmen. Den var tidigare känd som Mononoke no mori – ung. "Trollskogen". Idag är den mer känd som Mononoke-hime no mori – "Monsterprinsessans skog".

## Produktion och distribution

### Produktion
Prinsessan Mononoke var vid sin premiär den dyraste animerade film som producerats, med en japansk produktionskostnad på 2,35 miljarder yen (ungefär 200 miljoner kronor). Även filmens längd på 134 minuter var något alldeles särskilt inom animationsindustrin, och av de 144 000 handtecknade filmcellerna deltog Hayao Miyazaki med teckning eller korrigering på uppskattningsvis 80 000. Det här actionfyllda och episka dramat med en mängd realistiskt våld, i stil med samurajfilmer, var olikt Miyazakis tidigare filmer på flera andra sätt, och till skillnad från dessa fanns här inga spår av hans flitigt förekommande flygsekvenser.
Historien hade då tagit Hayao Miyazaki (även manusförfattare) 16 år att arbeta ut. Vissa teman och miljöer hade den gemensamt med hans manga Shuna no tabi (Shunas resa) från 1983. Berättelsen och figurerna förändrades drastigt vid flera tillfällen under resans gång. Det färdiga konceptet gjordes färdigt först efter att Miyazaki besökt den gamla skogen på ön Yakushima, och storyboarden med filmens slut blev klar först några månader före den japanska biopremiären.

### Distribution
Filmen var den första som samproducerades av Walt Disney Company. Disney köpte också de internationella distributionsrättigheterna. 1999 hade den premiär på bio i USA.
När filmen kom ut i Japan slog den nationellt kassarekord, ett rekord som i 15 år innehafts av E.T.. Filmen innehade förstaplatsen tills Titanic kom ut några månader senare.
Officiell svensk biopremiär skedde 28 oktober 2011 i Stockholm. Mars 2012 kom filmen ut på svensktextad DVD samt Blu-ray. Filmen är översatt till svenska av japanskan Minako Masui.

### BokenMononoke hime(1980)
Studio Ghibli publicerade 1993 boken Mononoke hime. Detta är 100-sidig illustrerad bok baserad på bildskisser till ett avbrutet (av filmbolaget ej godkänt) filmprojekt som Hayao Miyazaki utförde 1980. Detta var vid en tid då han ännu inte regisserat en långfilm efter eget manus och då han umgicks med planer på att få göra en animerad version av Ursula Le Guins Övärlden (se även Legender från Övärlden). Den här boken har vissa inslag som pekar fram mot filmen från 1997 – inklusive stridsscener och en hotande "Järnby" – men den innehåller också gott om idéer som senare skulle hamna i andra Miyazaki-filmer. Huvudpersonerna i berättelsen är en ung, bestämd flicka och en stor, Totoro-liknande bergskatt, och interiörbilder från ett palats påminner om utformningen av det stora badhuset i Spirited away.

## Teman
Centrala teman i Prinsessan Mononoke är kriget, naturen, kärleken och människan. Kampen mellan människa och natur tog Miyazaki upp på liknande sätt i sin Nausicaä från Vindarnas dal, framför allt i den fortsatta manga-berättelsen som inte finns filmatiserad. I den svenska filmöversättningen finns repliker som "Titta noga nu. Så här dödar man en gud." och "Vilken sida är han på?" (om Ashitaka). Filmen visar en framträdande sida av människan – vår själviskhet, att vi först och främst tänker på oss själva, även när vi inte är medvetna om det. Själviskheten är en naturlig del av vår art, och denna egenskap kan i det långa loppet leda till vår egen undergång.
Trots det närmast apokalyptiska temat, med dödandet av gudar och det medvetna förgörandet av en (gammal) värld, finns det gott om positiva budskap i filmen. Trots gudamordet/-n växer naturen, och trots en mängd våld växer en grundrespekt fram mellan oförsonliga fiender.
Filmen har också gemensamma grunddrag med Rudyard Kiplings Djungelboken. Båda verken presenterar apor som skyddsandar, ett människobarn som växer upp bland vargar och identitetsproblem för ett sådant "naturbarn".

## Mottagande
Filmen hade premiär i Sverige den 28 oktober 2011 och fick mycket beröm av kritiker.
| ”                     | Det är inget mindre än en hisnande, tankeväckande, läskig, rolig, underskön, gullig och överraskande resa som Prinsessan Mononoke tar oss med på. | „ |
| – Malena Jansson, SvD | |   |

| ”                          | "Prinsessan Mononoke" tar med sin trollska (sic) skönhet och mångfacetterade karaktärer andan ur en /…/ Lägg därtill de märkliga, skallrande trädandarna – höstens mest hjärtvärmande varelser. | „ |
| – Mats Bråstedt, Expressen | |   |

| ”                         | Det finns orsak och verkan bakom det mesta i Miyazakis filmer, men sällan så tydligt som här. /…/ Regissörens animationer har nog aldrig varit så trolskt vackra som i de scener där Ashitaka och Mononoke söker upp hjortguden i de djupa skogarna. Och låt mig inte ens gå in på de lika söta som läskiga, skallrande trädandarna, en sorts småväxta släktingar till Jack Skellington. De träffar rakt i hjärtat. | „ |
| – Elin Larsson, Cinema.se | |   |

## Utmärkelser (urval)
- Bästa film (Japanska Akademin)
- Bästa japanska film och Bästa animation (Mainichis filmpris)
- Bästa japanska film och Läsarnas pris (Asahis filmfestival)
- Stora Priset inom animation (Japan Media Arts Festival, av Byrån för kultur hos Utbildningsdepartementet)
- Specialpriset (Osakas filmfestival)